# Миронов, Владимир Петрович
Владимир Петрович Миронов (4 ноября 1925, Дединский сельсовет, Псковская губерния — 8 июля 1977, Курган) — советский военный, участник Великой Отечественной войны, Герой Советского Союза (1945), прапорщик (1972).

## Биография
Владимир Петрович Миронов родился 4 ноября 1925 года в крестьянской семье в деревне Перепечки Дединского сельсовета Пролетарской волости  Себежского уезда Псковской губернии, ныне деревня не существует, её территория входит в городское поселение Сосновый Бор Себежского района Псковской области. Русский.
Окончив начальную школу, работал в колхозе «Пограничник». В начале Великой Отечественной войны оказался в оккупации, в январе 1943 года вступил в партизанский отряд Добрякова, который входил в состав 4-й Калининской партизанской бригады. Был пулемётчиком, сапёром-подрывником, разведчиком. После соединения с частями наступающей Рабоче-крестьянской Красной Армии в июле 1944 года Миронов 2 августа 1944 года был призван на службу в Рабоче-крестьянскую Красную Армию.
К апрелю 1945 года красноармеец Владимир Миронов был пулемётчиком 1344-го стрелкового полка 319-й стрелковой дивизии 43-й армии 3-го Белорусского фронта. Отличился во время штурма Кёнигсберга. 7-9 апреля 1945 года Миронов участвовал в штурме населённого пункта Юдиттен (ныне — посёлок Зелёный в Центральном районе города Калининграда) и в боях за форт № 6 «Королева Луиза». В составе штурмовой группы Миронов ворвался в форт и лично уничтожил три пулемётные точки. Прорвавшись в казематы, Миронов захватил в плен коменданта и начальника штаба крепости вместе со знаменем части.
Указом Президиума Верховного Совета СССР от 19 апреля 1945 года красноармеец Владимир Миронов был удостоен высокого звания Героя Советского Союза с вручением ордена Ленина и медали «Золотая Звезда» за номером 8245.
После окончания войны Миронов продолжил службу в Советской Армии. С 1950 года — на территории Курганской области. Служил в войсковой части, расположенной в селе Иковка Иковского сельсовета Кетовского района Курганской области.
В 1950 году вступил в ВКП(б), в 1952 году партия переименована в КПСС.
С 1969 года служил в Курганском высшем военно-политическом авиационном училище, многие годы заведовал библиотекой специальной литературы.
Прапорщик (с 1972 года) Владимир Петрович Миронов умер 8 июля 1977 года, похоронен на Новом Рябковском кладбище города Кургана Курганской области.

## Награды
- Герой Советского Союза, 19 апреля 1945 года[6][7][8][9]
  - Орден Ленина
  - Медаль «Золотая Звезда» № 8245
- Медали, в том числе[3]:
  - Медаль «За отвагу», 1 марта 1945 года[10]
  - Медаль «За боевые заслуги», 3 ноября 1953 года
  - Юбилейная медаль «За воинскую доблесть. В ознаменование 100-летия со дня рождения Владимира Ильича Ленина», 1970 год
  - Медаль «За победу над Германией в Великой Отечественной войне 1941—1945 гг.»
  - Юбилейная медаль «Двадцать лет Победы в Великой Отечественной войне 1941—1945 гг.»
  - Юбилейная медаль «Тридцать лет Победы в Великой Отечественной войне 1941—1945 гг.»
  - Медаль «За взятие Кёнигсберга»;
  - Юбилейная медаль «30 лет Советской Армии и Флота»;
  - Юбилейная медаль «40 лет Вооружённых Сил СССР»;
  - Юбилейная медаль «50 лет Вооружённых Сил СССР».
  - Медаль «За безупречную службу» I степени

## Память
- В честь Миронова названа одна из улиц Кургана (посёлок Увал)[11].
- В честь Миронова названа центральная улица села Иковка Кетовского района Курганской области.
- 17 декабря 2011 года имя Владимира Петровича Миронова было присвоено Иковской средней школе (Курганская область, Кетовский муниципальный округ, село Иковка, улица Миронова, 45)[12].
- Стела возле Курганского пограничного института ФСБ России, установлена 8 мая 2021 года[13], ул. Трактовая, 1б — 55°22′49″ с. ш. 65°22′55″ в. д.HGЯO
- Мемориальные доски:
  - На доме, где жил Герой, Курганская область, город Курган, улица Красина, 47 — 55°26′04″ с. ш. 65°19′59″ в. д.HGЯO[14];
  - Курганская область, город Курган, улица Миронова 8/1 (ныне дом не существует)
  - Курганская область, Кетовский муниципальный округ, село Иковка, улица Миронова, 41, школа — 55°36′23″ с. ш. 64°56′30″ в. д.HGЯO[15].
- Упомянут на Мемориале Героев штурма города-крепости Кёнигсберг, Калининград, площадь Маршала Василевского — 54°43′14″ с. ш. 20°31′27″ в. д.HGЯO

## Семья
- Внучка Полина Миронова[16]